# 西都市営バス

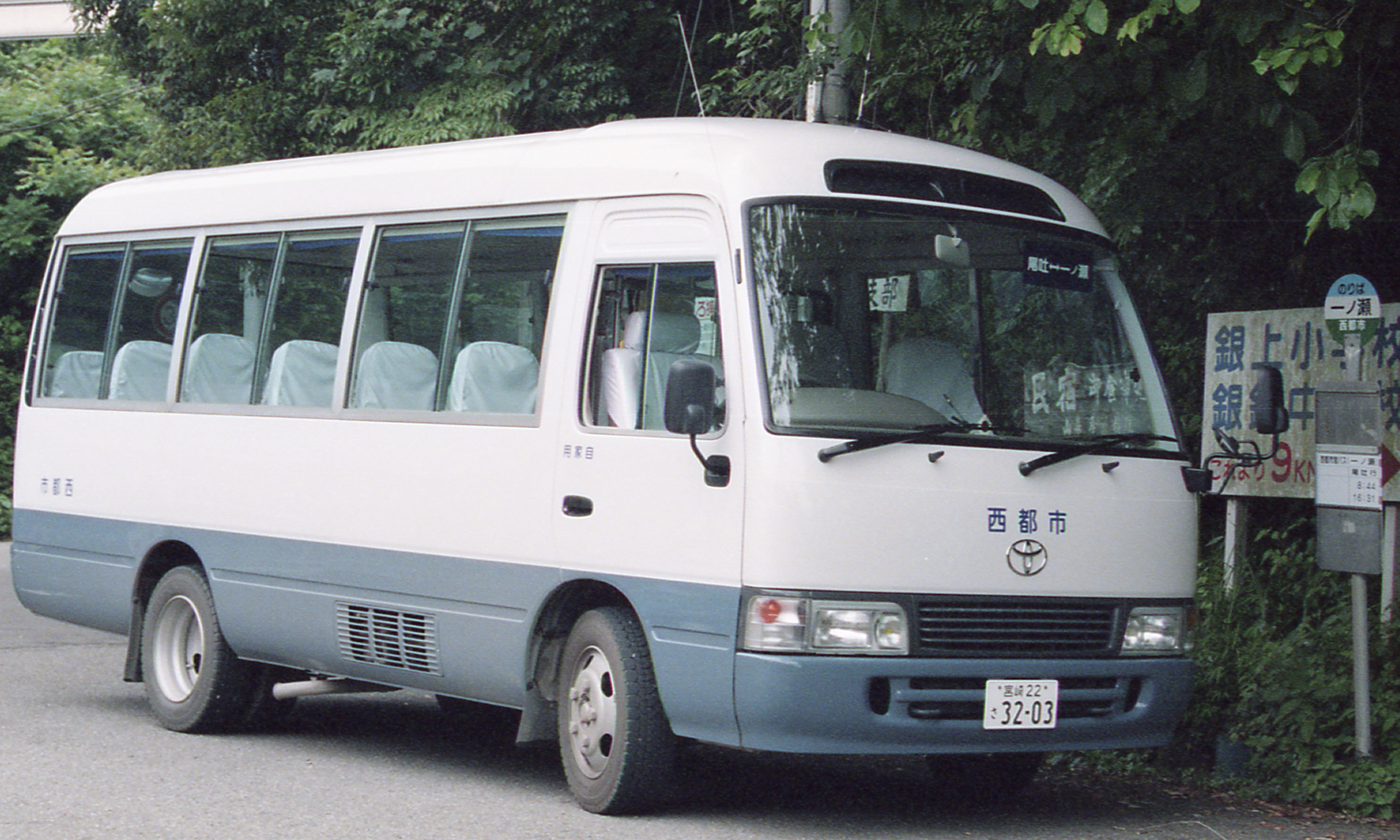
西都市営バスの車両とバス停

西都市営バス（さいとしえいバス）は、宮崎県西都市がかつて運行していた自治体バス（廃止代替バス）である。運行形態は、道路運送法の規定に基づく自家用自動車（白ナンバー車）による有償運送であった。

## 概要
- JR九州バス銀鏡線の廃止に伴う代替バスとして、1994年10月25日に運行が始まった。
- 運賃は区間制であった。

## 沿革
- 1994年10月25日 - 西都市営バス運行開始[1]。
- 2007年10月1日 - 宮崎交通の一般路線バスへ転換、市営バスとしては廃止[2]。

## 路線
以下1路線のみであった。
銀鏡線
- 一ノ瀬 - 八重公民館 - 銀鏡 - 銀上校前 - 尾吐
  - 2往復のみの運行であった。

## 車両
- トヨタ・コースター1台を使用していた。